# 魔法门X：传承
《魔法门X：传承》是一款由Limbic娱乐公司开发、由育碧软件公司于2014年1月23日在Windows平台上发行的第一人称视角RPG角色扮演类游戏。它是魔法门系列游戏的第10代正传作品。
该作的剧情将延续《魔法门之英雄无敌VI》，发生于亚山，与前作《魔法门IX》的剧情无直接联系。
游戏的预发布试玩版本于2013年8月18日发布。

## 游戏方式
《魔法门X》的四名游戏角色可从四个种族（人类、食人魔、精灵和矮人）和12个职业之中选择。每个种族有3个职业：一个力量职业、一个魔法职业和一个混合职业。每个职业都有一个升迁（转职）任务和一个技能系统（普通、专家、大师、宗师等级），这和《魔法门VI》、《魔法门VII》类似。
游戏开发者称该作的游戏方式将会与《决战星云世界》（魔法门第四代和第五代的整合版）相像，虽然技能系统等部分理念来自五代之后的作品。
《魔法门X》采用走格子的移动方式，战斗模式为回合制。根据游戏的预告片，评论者认为该作与2012年发布的同样基于网格制和回合制、经典复古风的RPG作品《魔岩山传说》很类似。
开发者估计《魔法门X》的游戏地图将会比《魔法门IV》的更大。由于设定在亚山，剧情将不会包括魔法门前作中包含的科幻元素，不过开发者提示说，为了照顾骨灰玩家，游戏中依然会有对前作中事物的提及。
《魔法门X》使用了一些在育碧的英雄无敌系列游戏中曾经用过的材质图片。
游戏不会使用多次在线验证的数字版权管理（DRM）系统，不过它使用了UPlay系统进行首次激活。

## “魔法门X”名称
2006年的《魔法门之黑暗弥赛亚》发布后，中国大陆游侠等游戏论坛以为其系正传魔法门的第十作，故译为“魔法门X”。至今仍有很多大陆玩家误称《黑暗弥赛亚》为“魔法门X”。
2009年11月育碧官方论坛上的一个答玩家问的贴子中，育碧公司玩家体验部门经理向玩家透露：公司的战略营销部打算对这些“魔法门”相关游戏进行统一命名，之后的魔法门游戏英文名都会叫“Might & Magic [某某]”而不会再叫“[某某] of Might and Magic”；同时，育碧将再也不会发布叫做“魔法门X”（Might and Magic X）的游戏，不过类似于《魔法门之黑暗弥赛亚》的RPG魔法门外传依然有可能会出。
2011年初，有爱好者开始计划制作非官方、未获商标权的游戏《魔法门X：虚空之子》（Might & Magic X: Children of the Void），目前依然正在制作中。
2013年3月，育碧改变了先前的品牌营销命名计划，宣布将会发布官方的“魔法门X”，即《魔法门X：传承》。